# Leichtathletik-Halleneuropameisterschaften

Die Leichtathletik-Halleneuropameisterschaften wurden zum ersten Mal 1970 ausgetragen, in Ablösung der seit 1966 veranstalteten Europäischen Hallenspiele. Bis 1990 fanden sie jährlich in verschiedenen Städten in ganz Europa statt, von da an alle zwei Jahre. Nach der Veranstaltung im Jahr 2002 dauerte es drei Jahre, bis die Meisterschaften erneut ausgerichtet wurde. Dies wurde getan, um sie zeitlich mit den anderen internationalen Hauptwettkämpfen der Leichtathletik abzugleichen.

## Liste der Europäischen Hallenspiele
| Nr. | Jahr | Austragungsort | Datum            | Wettkampfort        | teilnehmende Sportler | teilnehmende Länder | Wettbewerbe |
| --- | ---- | -------------- | ---------------- | ------------------- | --------------------- | ------------------- | ----------- |
| 01. | 1966 | Dortmund       | 27. März         | Westfalenhalle      | 186                   | 22                  | 21          |
| 02. | 1967 | Prag           | 11. und 12. März | Sportovní hala      | 244                   | 23                  | 23          |
| 03. | 1968 | Madrid         | 9. und 10. März  | Palacio de Deportes | 205                   | 20                  | 23          |
| 04. | 1969 | Belgrad        | 8. und 9. März   | Messehalle 1        | 220                   | 22                  | 23          |

## Liste der Leichtathletik-Halleneuropameisterschaften
| Nr. | Jahr | Austragungsort           | Datum                   | Wettkampfort                              | teilnehmende Sportler | teilnehmende Länder | Wettbewerbe |
| --- | ---- | ------------------------ | ----------------------- | ----------------------------------------- | --------------------- | ------------------- | ----------- |
| 01. | 1970 | Wien                     | 14. und 15. März        | Stadthalle                                | 279                   | 22                  | 22          |
| 02. | 1971 | Sofia                    | 13. und 14. März        | Festivalna Halle                          | 323                   | 23                  | 23          |
| 03. | 1972 | Grenoble                 | 11. und 12. März        | Palais des Sports                         | 263                   | 23                  | 23          |
| 04. | 1973 | Rotterdam                | 10. und 11. März        | Sportpaleis van Ahoy                      | 307                   | 24                  | 23          |
| 05. | 1974 | Göteborg                 | 9. und 10. März         | Scandinavium                              | 263                   | 25                  | 21          |
| 06. | 1975 | Katowice                 | 8. und 9. März          | Spodek                                    | 270                   | 24                  | 21          |
| 07. | 1976 | München                  | 21. und 22. Februar     | Olympiahalle                              | 226                   | 25                  | 19          |
| 08. | 1977 | Donostia / San Sebastián | 12. und 13. März        | Velódromo de Anoeta                       | 240                   | 24                  | 19          |
| 09. | 1978 | Mailand                  | 11. und 12. März        | Palazzo dello Sport                       | 252                   | 25                  | 19          |
| 10. | 1979 | Wien                     | 24. und 25. Februar     | Ferry-Dusika-Hallenstadion                | 208                   | 24                  | 19          |
| 11. | 1980 | Sindelfingen             | 1. und 2. März          | Glaspalast                                | 234                   | 26                  | 19          |
| 12. | 1981 | Grenoble                 | 21. und 22. Februar     | Palais des Sports                         | 255                   | 23                  | 20          |
| 13. | 1982 | Mailand                  | 6. und 7. März          | Palazzo dello Sport                       | 282                   | 23                  | 23          |
| 14. | 1983 | Budapest                 | 5. und 6. März          | Budapest Sportcsarnok                     | 261                   | 24                  | 23          |
| 15. | 1984 | Göteborg                 | 3. und 4. März          | Scandinavium                              | 240                   | 26                  | 22          |
| 16. | 1985 | Piräus                   | 2. und 3. März          | Stadion des Friedens und der Freundschaft | 290                   | 26                  | 22          |
| 17. | 1986 | Madrid                   | 22. und 23. Februar     | Palacio de Deportes                       | 270                   | 26                  | 22          |
| 18. | 1987 | Liévin                   | 21. und 22. Februar     | Stade Couvert Régional                    | 339                   | 26                  | 24          |
| 19. | 1988 | Budapest                 | 5. und 6. März          | Budapest Sportcsarnok                     | 358                   | 27                  | 24          |
| 20. | 1989 | Den Haag                 | 18. und 19. Februar     | Houtrusthallen                            | 323                   | 27                  | 24          |
| 21. | 1990 | Glasgow                  | 3. und 4. März          | Kelvin Hall International Sports Arena    | 370                   | 28                  | 25          |
| 22. | 1992 | Genua                    | 28. Februar bis 1. März | Palasport                                 | 439                   | 35                  | 27          |
| 23. | 1994 | Paris                    | 11. bis 13. März        | Palais Omnisports                         | 499                   | 40                  | 27          |
| 24. | 1996 | Stockholm                | 8. bis 10. März         | Globenarena                               | 463                   | 44                  | 26          |
| 25. | 1998 | Valencia                 | 27. Februar bis 1. März | Palacio Velódromo Luis Puig               | 484                   | 39                  | 26          |
| 26. | 2000 | Gent                     | 25. bis 27. Februar     | Topsporthal Vlaanderen                    | 546                   | 44                  | 28          |
| 27. | 2002 | Wien                     | 1. bis 3. März          | Ferry-Dusika-Hallenstadion                | 558                   | 45                  | 28          |
| 28. | 2005 | Madrid                   | 4. bis 6. März          | Palacio de Deportes                       | 563                   | 41                  | 28          |
| 29. | 2007 | Birmingham               | 2. bis 4. März          | National Indoor Arena                     | 519                   | 47                  | 26          |
| 30. | 2009 | Turin                    | 6. bis 8. März          | Oval Lingotto                             | 530                   | 45                  | 26          |
| 31. | 2011 | Paris                    | 4. bis 6. März          | Palais Omnisports                         | 577                   | 46                  | 26          |
| 32. | 2013 | Göteborg                 | 1. bis 3. März          | Scandinavium                              | 578                   | 47                  | 26          |
| 33. | 2015 | Prag                     | 5. bis 8. März          | O2 Arena                                  | 619                   | 49                  | 26          |
| 34. | 2017 | Belgrad                  | 3. bis 5. März          | Kombank-Arena                             | 525                   | 48                  | 26          |
| 35. | 2019 | Glasgow                  | 1. bis 3. März          | Commonwealth Arena                        | 582                   | 47                  | 26          |
| 36. | 2021 | Toruń                    | 5. bis 7. März          | Arena Toruń                               | 659                   | 46                  | 26          |
| 37. | 2023 | Istanbul                 | 2. bis 5. März          | Ataköy Athletics Arena                    | 550                   | 47                  | 26          |
| 38. | 2025 | Apeldoorn                | 6. bis 9. März          | Omnisport Apeldoorn                       | 570                   | 46                  | 27          |
| 39. | 2027 | Valencia                 | 4. bis 7. März          | Palacio Velódromo Luis Puig               |                       |                     |             |

## Meisterschaftsrekorde

### Männer
| Disziplin         | Rekord      | Athlet                                                  | Datum            | Ort       |
| ----------------- | ----------- | ------------------------------------------------------- | ---------------- | --------- |
| 60 m              | 6,42 s      | Dwain Chambers                                          | 8. März 2009     | Turin     |
| 400 m             | 45,05 s     | Karsten Warholm                                         | 2. März 2019     | Glasgow   |
| 800 m             | 1:44,78 min | Paweł Czapiewski                                        | 3. März 2002     | Wien      |
| 1500 m            | 3:33,95 min | Jakob Ingebrigtsen                                      | 3. März 2023     | Istanbul  |
| 3000 m            | 7:38,42 min | Ali Kaya                                                | 7. März 2015     | Prag      |
| 60 m Hürden       | 7,39 s      | Colin Jackson                                           | 12. März 1994    | Paris     |
| 4 × 400 m Staffel | 3:02,87 min | Julien Watrin Dylan Borlée Jonathan Borlée Kévin Borlée | 8. März 2015     | Prag      |
| Hochsprung        | 2,40 m      | Stefan Holm                                             | 6. März 2005     | Stockholm |
| Stabhochsprung    | 6,05 m      | Armand Duplantis                                        | 7. März 2021     | Toruń     |
| Weitsprung        | 8,71 m      | Sebastian Bayer                                         | 8. März 2009     | Turin     |
| Dreisprung        | 17,92 m     | Teddy Tamgho                                            | 6. März 2011     | Paris     |
| Kugelstoßen       | 22,19 m     | Ulf Timmermann                                          | 21. Februar 1987 | Liévin    |
| Siebenkampf       | 6558 Punkte | Sander Skotheim                                         | 8. März 2025     | Apeldoorn |

### Frauen
| Disziplin         | Rekord      | Athletin                                             | Datum            | Ort                      |
| ----------------- | ----------- | ---------------------------------------------------- | ---------------- | ------------------------ |
| 60 m              | 7,00 s      | Nelli Cooman                                         | 23. Februar 1986 | Madrid                   |
| 60 m              | 7,00 s      | Mujinga Kambundji                                    | 3. März 2023     | Istanbul                 |
| 400 m             | 49,59 s     | Jarmila Kratochvílová                                | 7. März 1982     | Mailand                  |
| 800 m             | 1:55,82 min | Jolanda Čeplak                                       | 3. März 2002     | Wien                     |
| 1500 m            | 4:02,39 min | Laura Muir                                           | 4. März 2017     | Belgrad                  |
| 3000 m            | 8:30,61 min | Laura Muir                                           | 1. März 2019     | Glasgow                  |
| 60 m Hürden       | 7,67 s      | Ditaji Kambundji                                     | 7. März 2025     | Apeldoorn                |
| 4 × 400 m Staffel | 3:24,34 min | Lieke Klaver Nina Franke Cathelijn Peeters Femke Bol | 9. März 2025     | Apeldoorn                |
| Hochsprung        | 2,05 m      | Tia Hellebaut                                        | 3. März 2007     | Birmingham               |
| Stabhochsprung    | 4,90 m      | Jelena Issinbajewa                                   | 6. März 2005     | Madrid                   |
| Weitsprung        | 7,30 m      | Heike Drechsler                                      | 5. März 1988     | Budapest                 |
| Dreisprung        | 15,16 m     | Ashia Hansen                                         | 28. Februar 1998 | Valencia                 |
| Kugelstoßen       | 21,46 m     | Helena Fibingerová                                   | 13. März 1977    | Donostia / San Sebastián |
| Fünfkampf         | 5055 Punkte | Nafissatou Thiam                                     | 3. März 2023     | Istanbul                 |

## Ewiger Medaillenspiegel
Insgesamt wurden bei Leichtathletik-Halleneuropameisterschaften 994 Gold-, 979 Silber- und 986 Bronzemedaillen von Athleten aus 48 Staaten gewonnen. Die nachfolgende Tabelle enthält die 30 erfolgreichsten Nationen in lexikographischer Ordnung (Stand: nach den Leichtathletik-Halleneuropameisterschaften 2025).
| Platz | Land                            | Gold | Silber | Bronze | Total |
| ----- | ------------------------------- | ---- | ------ | ------ | ----- |
| 01    | Sowjetunion                     | 116  | 107    | 104    | 327   |
| 02    | Deutsche Demokratische Republik | 87   | 83     | 58     | 228   |
| 03    | Vereinigtes Königreich          | 78   | 73     | 57     | 208   |
| 04    | BR Deutschland                  | 72   | 72     | 58     | 202   |
| 05    | Polen                           | 70   | 66     | 83     | 219   |
| 06    | Russland                        | 59   | 50     | 42     | 151   |
| 07    | Frankreich                      | 55   | 46     | 76     | 177   |
| 08    | Italien                         | 39   | 42     | 35     | 116   |
| 09    | Spanien                         | 35   | 50     | 40     | 125   |
| 10    | Niederlande                     | 32   | 22     | 25     | 79    |
| 11    | Tschechoslowakei                | 31   | 32     | 36     | 99    |
| 12    | Deutschland                     | 30   | 45     | 46     | 121   |
| 13    | Bulgarien                       | 30   | 32     | 36     | 98    |
| 14    | Rumänien                        | 26   | 37     | 41     | 104   |
| 15    | Schweden                        | 23   | 29     | 28     | 80    |
| 16    | Belgien                         | 22   | 19     | 15     | 56    |
| 17    | Ungarn                          | 17   | 23     | 20     | 60    |
| 18    | Schweiz                         | 17   | 13     | 13     | 43    |
| 19    | Portugal                        | 17   | 10     | 7      | 34    |
| 20    | Ukraine                         | 15   | 16     | 20     | 41    |
| 21    | Tschechien                      | 14   | 17     | 22     | 53    |
| 22    | Finnland                        | 13   | 9      | 14     | 36    |
| 23    | Norwegen                        | 13   | 7      | 9      | 29    |
| 24    | Vereintes Team                  | 12   | 8      | 7      | 27    |
| 25    | Griechenland                    | 9    | 17     | 12     | 38    |
| 26    | Irland                          | 9    | 5      | 14     | 28    |
| 27    | Belarus                         | 8    | 8      | 10     | 26    |
| 28    | Österreich                      | 7    | 9      | 13     | 29    |
| 29    | Jugoslawien                     | 6    | 6      | 13     | 25    |
| 30    | Lettland                        | 5    | 1      | 1      | 7     |